# Ана Мањани
Ана Мањани (итал. Anna Magnani) је била италијанска глумица, рођена 7. марта 1908. године у Риму, а преминула је 26. септембра 1973. године у Риму.